# Mike Carey (Schiedsrichter)

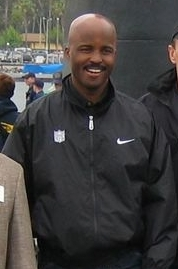
Mike Carey (2006)

Mike Carey (* 17. August 1949 in San Diego, Kalifornien) ist ein ehemaliger US-amerikanischer Schiedsrichter im American Football, der von der Saison 1990 bis 2013 in der NFL tätig war. Er war Schiedsrichter des Super Bowls XLII und trug die Uniform mit der Nummer 94.

## Karriere

### College Football
Vor dem Einstieg in die NFL arbeitete er als Schiedsrichter im College Football in der Western Athletic Conference.

### National Football League

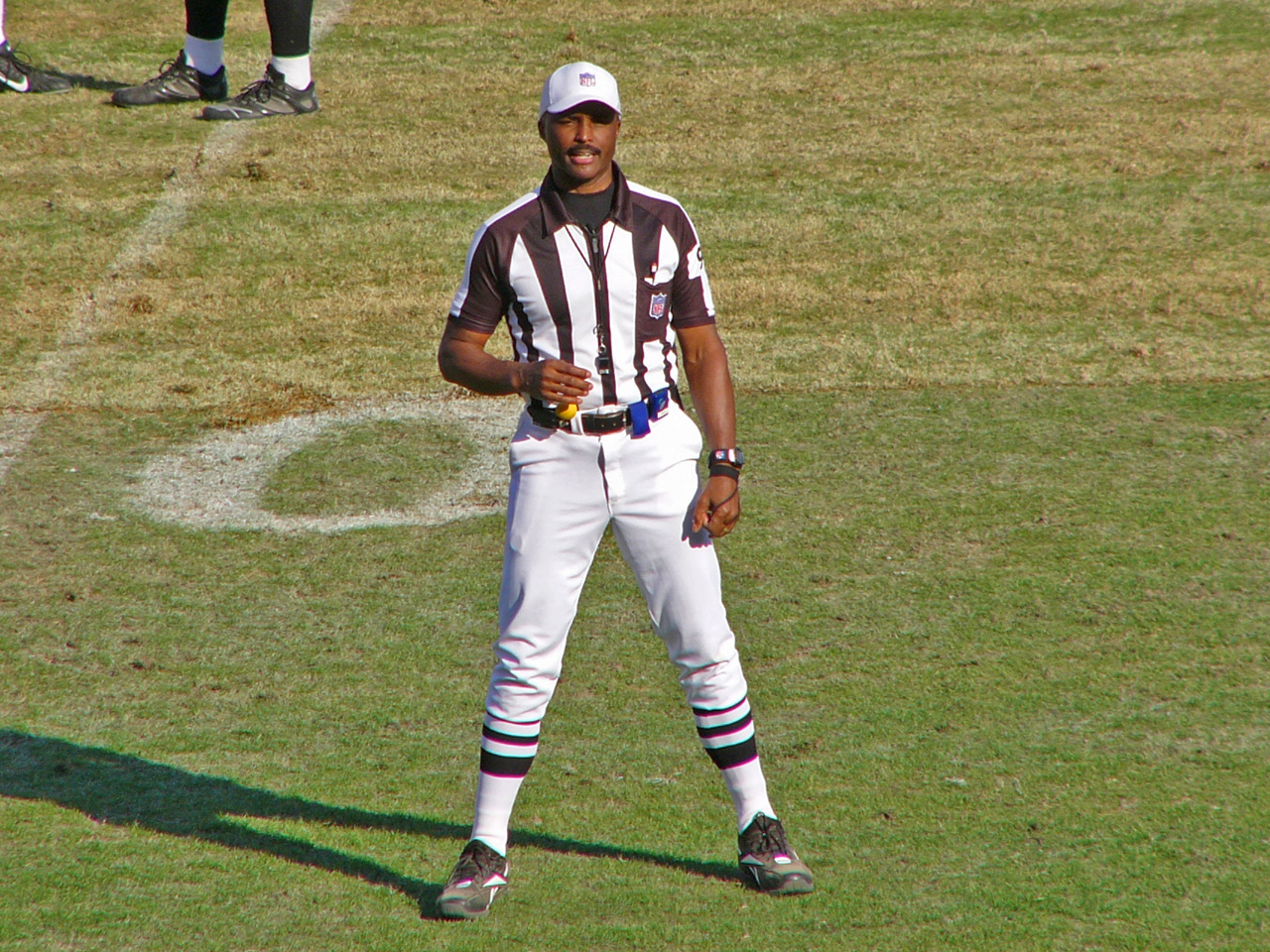
Mike Carey in seiner Schiedsrichteruniform

Carey begann im Jahr 1990 seine NFL-Laufbahn als Side Judge. Zur NFL-Saison 2006 wurde er als weiterer Hauptschiedsrichter ernannt, nachdem die NFL um die Teams Carolina Panthers und Jacksonville Jaguars erweitert worden war.
Er leitete den Super Bowl XLII im Jahr 2008. Im Jahr 2002, beim Super Bowl XXXVI, war er Ersatzschiedsrichter.
Nach seinem Rücktritt als Hauptschiedsrichter ernannte die NFL Brad Allen als Nachfolger.
Carey wurde im Jahr 2022 mit dem NFLRA Honoree Award ausgezeichnet.

## Privates
Sein älterer Bruder Don Carey war ebenfalls Schiedsrichter in der NFL.

## Trivia
Carey war nach Johnny Grier der zweite afroamerikanische Hauptschiedsrichter in der Geschichte der NFL.
Bei der Begegnung der Carolina Panthers gegen die Green Bay Packers am 3. Oktober 2005 war sein älterer Bruder Don Carey Teil des Schiedsrichtergespanns. Es war das erste Mal in der Geschichte der NFL, dass zwei Brüder einem Schiedsrichterteam angehörten.